# Muflier toujours vert
Antirrhinum sempervirens
Espèce
Classification APG III (2009)
Le Muflier toujours vert,, Antirrhinum sempervirens, est une plante herbacée vivace de la famille des Scrofulariacées selon la classification classique ou des Plantaginacées selon la classification phylogénétique.
La plante est endémique des Pyrénées. 
Synonyme : Orontium sempervirens (Lapeyr.) Pers.

## Description
Plante vivace de 10 à 25 cm avec des fleurs blanchâtres et à souche ligneuse.

## Habitat et répartition
Plante sauvage habitant les rochers dans les Pyrénées centrales, françaises et espagnoles,.